# Ramirez (album)
Ramirez je album sastava Ramirez iz 2004. godine.

## Podaci
Debitantski album hrvatske grupe Ramirez smatra se, uz nekoliko drugih, ključnim uratkom mladog rocka na hrvatskoj sceni. Hvaljen od kritike i odlično prihvaćen od publike, jedan je od najuspješnijih domaćih albuma u 2004. godini.

## Popis skladbi
1. Barcelona
2. Superstar
3. Brodovi
4. Mogu
5. Iste cipele
6. Sve je OK
7. Korisno
8. Otjeraj me
9. Jako dobar dan
10. Buđenje i mlijeko
11. Čudno je biti tu
12. Vidi se, zar ne?

## Singlovi
S "Ramireza" skinuta su zasad četiri singla:
- "Iste cipele"
- "Sve je OK"
- "Otjeraj me"
- "Barcelona"

## Vanjske poveznice
- Službena web-stranica sastava  Arhivirana inačica izvorne stranice od 6. ožujka 2005. (Wayback Machine)